# Pachnida nigella
Pachnida nigella är en skalbaggsart som först beskrevs av Wilhelm Ferdinand Erichson 1837.  Pachnida nigella ingår i släktet Pachnida, och familjen kortvingar. Arten är reproducerande i Sverige.